# Соната № 9 для скрипки и фортепиано (Бетховен)
Соната № 9 для скрипки и фортепиано ля мажор op. 47 (1802), Крейцерова соната — одно из наиболее известных камерных произведений Людвига ван Бетховена.
Соната трёхчастная, последовательность частей:
1. Adagio sostenuto — Presto — Adagio
2. Andante con variazioni
3. Presto

Общая продолжительность произведения колеблется, в зависимости от исполнительской трактовки, в пределах 37-40 минут, что необычно много для сонатной формы начала XIX века.

## История премьеры
Первоначально соната была посвящена скрипачу Джорджу Бриджтауэру, который и стал её первым исполнителем 24 мая 1803 г. в Вене. Бетховен закончил произведение накануне, ноты ещё не успели полностью переписать, так что сам Бетховен исполнял фортепианную партию частично по своим черновикам, а часть произведения была переписана в одном экземпляре, и скрипачу приходилось заглядывать в ноты через плечо пианиста. Финал сонаты, впрочем, был написан раньше и предназначался для Сонаты для скрипки и фортепиано № 6 ля мажор, op.30. Полный текст посвящения носил шуточный характер: «Мулатская соната, сочинённая для мулата Бришдауэра, большого шута и мулатского композитора» (итал. Sonata mulattica composta per il Mulatto Brischdauer gran Pazzo e compositore mulattico) — это посвящение сохранилось на черновом автографе в архиве композитора.
Существуют различные версии относительно того, почему в печать соната попала с посвящением уже не Бриджтауэру, а Родольфу Крейцеру, считавшемуся первым солистом того времени. Широко распространена история о том, что вечером после премьеры Бетховен и Бриджтауэр поссорились из-за женщины (иногда утверждается, что Бриджтауэр нанёс какой-то знакомой даме Бетховена оскорбление), и Бетховен снял посвящение, перепосвятив сонату французскому скрипачу. Эту версию иногда возводят к книге «Жизнь Бетховена» Александра Уилока Тейера, хотя впервые она, по-видимому, появилась в мемуарной статье скрипача Трилуэлла в английском журнале «Musical World» (декабрь 1858). По мнению Николая Слонимского, это объяснение является абсурдной поздней выдумкой Бриджтауэра, и Бетховен изменил посвящение просто потому, что имя Крейцера обладало большей привлекательностью для публики. Парадоксальным образом Крейцер никогда не играл эту сонату — более того, считается, что он счёл её неудобной для исполнения.

## Музыка
Opus 47 — 1о файле

Opus 47— 2о файле

Opus 47— 3о файле

## Дальнейшая судьба
Соната приобрела особую известность благодаря вдохновлённой ею повести Льва Толстого «Крейцерова соната», многократно инсценированной и экранизированной, а также вызвавшей к жизни, в свою очередь, струнный квартет № 1 Леоша Яначека (1923) с подзаголовком «Крейцерова соната». Непосредственно в музыке соната также вызвала определённый отклик (например, Фантазия на темы Крейцеровой сонаты для флейты и фортепиано Франца Доплера).